# 大分駅
大分駅（おおいたえき）は、大分県大分市要町にある、九州旅客鉄道（JR九州）の駅である。

## 概要
大分県の県庁所在地である大分市の代表駅である。当駅を経由する全列車が停車する。日豊本線、久大本線、豊肥本線の計3路線が乗り入れており、このうち日豊本線を所属線としている。
日豊本線は、起点の小倉駅から当駅までは、日出駅 - 杵築駅間、中山香駅 - 立石駅間を除き複線化されているが、当駅以南は終点の鹿児島駅まで全線単線となる。当駅は、当駅以北で運行される特急「ソニック」と、当駅以南で運行される特急「にちりん」（一部当駅を跨いで運行する列車もある）の接続駅となっている。また基本的に久大本線と豊肥本線の普通列車は当駅折り返しで運転され、日豊本線の普通列車についても当駅折り返しとなる列車が設定されている。
久大本線は当駅を終点としている。豊肥本線は当駅を起点としているが、列車運行上では当駅に到着する列車が下り、当駅を発車する列車が上りとして扱われている。
2012年に線路の高架化工事が完了し、2015年には商業施設の「アミュプラザおおいた」を中核としてホテルや温泉施設（大深度地熱温泉・サウナ）などで構成される駅ビル「JRおおいたシティ」が誕生した。
事務管コードは▲920527。

## 歴史

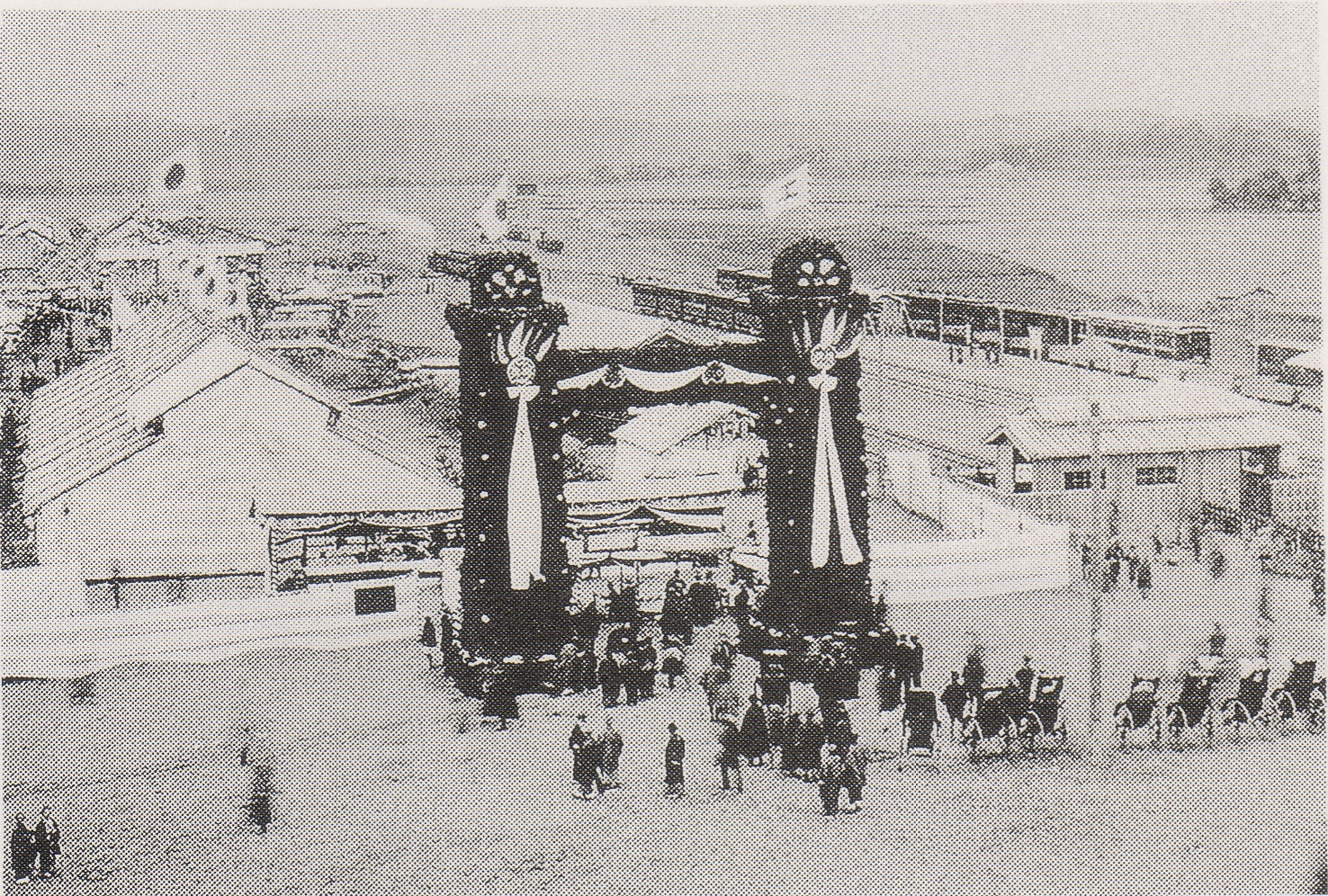
大分駅開業記念式典（1911年11月）

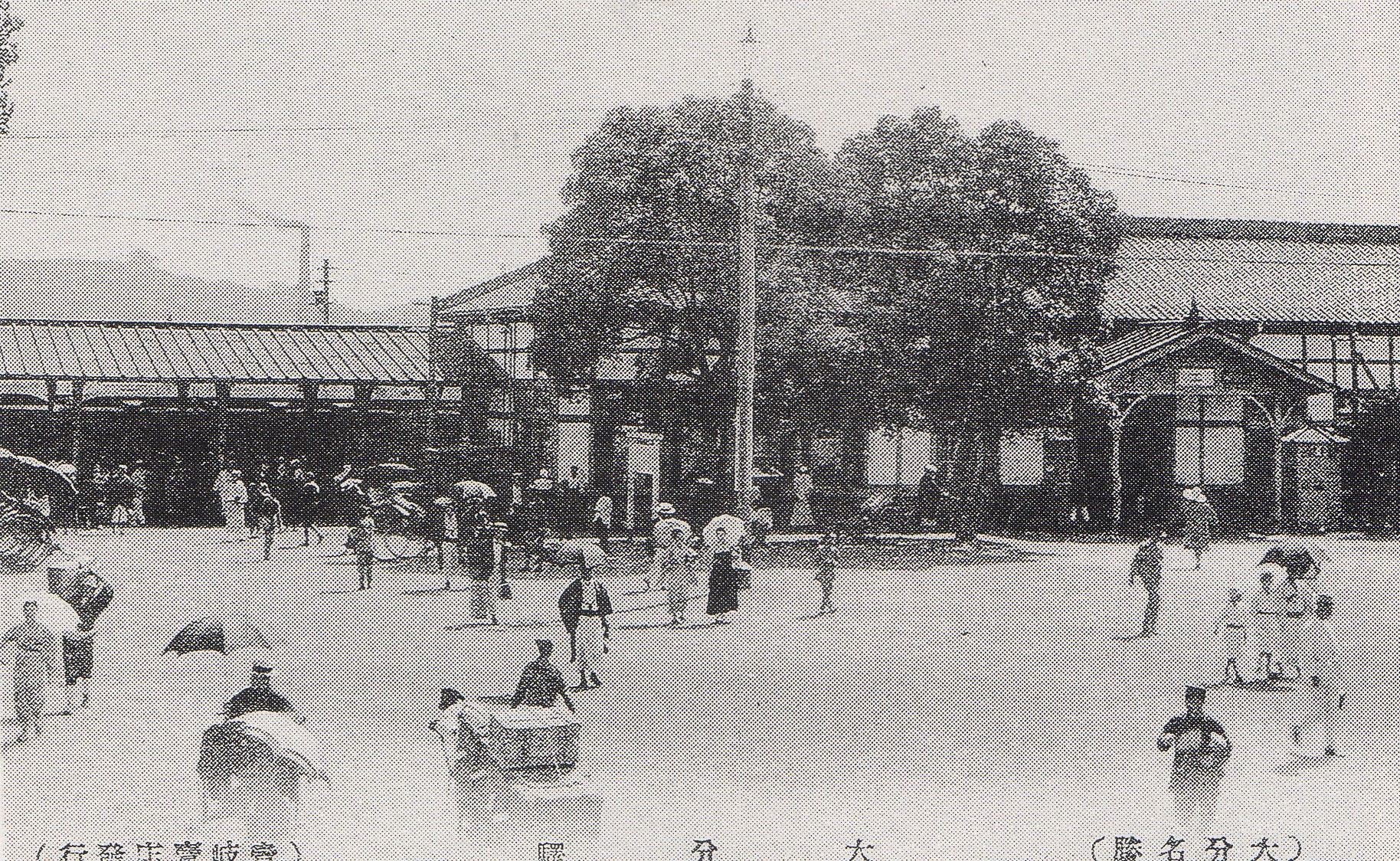
大正時代の大分駅

鉄道院豊州本線が別府駅から当駅まで延伸したことに伴い、1911年（明治44年）に開業した。
大分市の市制施行（同年4月1日）からちょうど7ヶ月後のことであった。当初は豊州本線の終着駅として開業したが3年後の1914年（大正3年）に豊州本線が幸崎駅まで延伸したことで中間駅となった。また同日に同じ国鉄の犬飼軽便線が当駅から中判田駅まで開通した ため同線と豊州本線との接続駅ともなった。
1915年（大正4年）10月30日には大湯鉄道が大分市駅から小野屋駅までを開業。同時に、犬飼軽便線（現在の豊肥本線）が中判田駅まで開通。大湯鉄道はその後1922年（大正11年）に国有化され 大湯線となり、大分市駅はこのとき大分駅に統合された。これにより、当駅は国鉄の豊州本線・犬飼線（同年9月に犬飼軽便線から改称）・大湯線の接続駅になった。
この間、1918年（大正6年）には、外堀止まりだった路面電車の豊州電気鉄道線（後の大分交通別大線）が大分駅前まで延伸。1972年（昭和47年）4月5日の廃線まで駅前より発着していた。
1928年（昭和3年）12月2日には玉来駅から宮地駅までの開通により熊本駅から大分駅まで犬飼線なども含めて全通し 豊肥本線に改称された。1932年（昭和7年）12月6日には大隅大川原駅から霧島神宮駅までの開通により小倉駅から大分回りで鹿児島駅までが豊州本線等を含めて全通し日豊本線とされた。そして1934年（昭和9年）11月15日には日田駅から天ヶ瀬駅までの開通により大湯線も含めて久留米駅から大分駅までが全通したため久大線となった。久大線は1937年（昭和12年）に久大本線に改称され、大分駅は現在の様に日豊本線・豊肥本線・久大本線の接続駅となった。
第二次世界大戦当時、大分市街は再三にわたり空襲を受けた。1945年4月21日には大分駅機関庫が被弾。同年7月16日の大分空襲では中心部の2,358戸が焼失し、大分駅から海が見えたと伝えられる。
戦後は1958年（昭和33年）に駅舎を新設している。この駅舎は、数度にわたる改装を繰り返しながら2012年の高架化まで使用された。駅前には1911年の開業とほぼ同時期に2本のクスノキが植えられ、高さ約20mにまで成長して駅の象徴となっていたが、構内の拡張工事に伴い1964年（昭和39年）に伐採された。なおこのクスノキは、その後駅舎の屋上に設置された鉄道神社の本殿及び能面に加工され、新駅ビルにも引き継がれている。
大分駅北口からホームまでは1956年（昭和31年）に地下道が完成していたが、ホームと南口の間は渡線橋で接続されていた。そのため、地下道の南口への延長が計画され、1980年（昭和55年）10月に駅を横断する地下道が完成している。ただし、この地下道はコンコース内にあり、無料で通り抜けはできなかった。
2012年3月17日に高架化が完成し、高架駅となった。2015年（平成27年）にアミュプラザおおいたを中核とした新駅ビルJRおおいたシティが全面開業した。

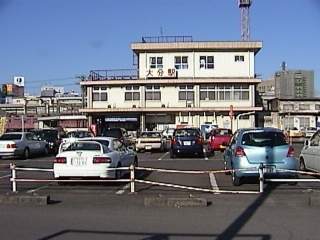
旧南口（2006年2月）
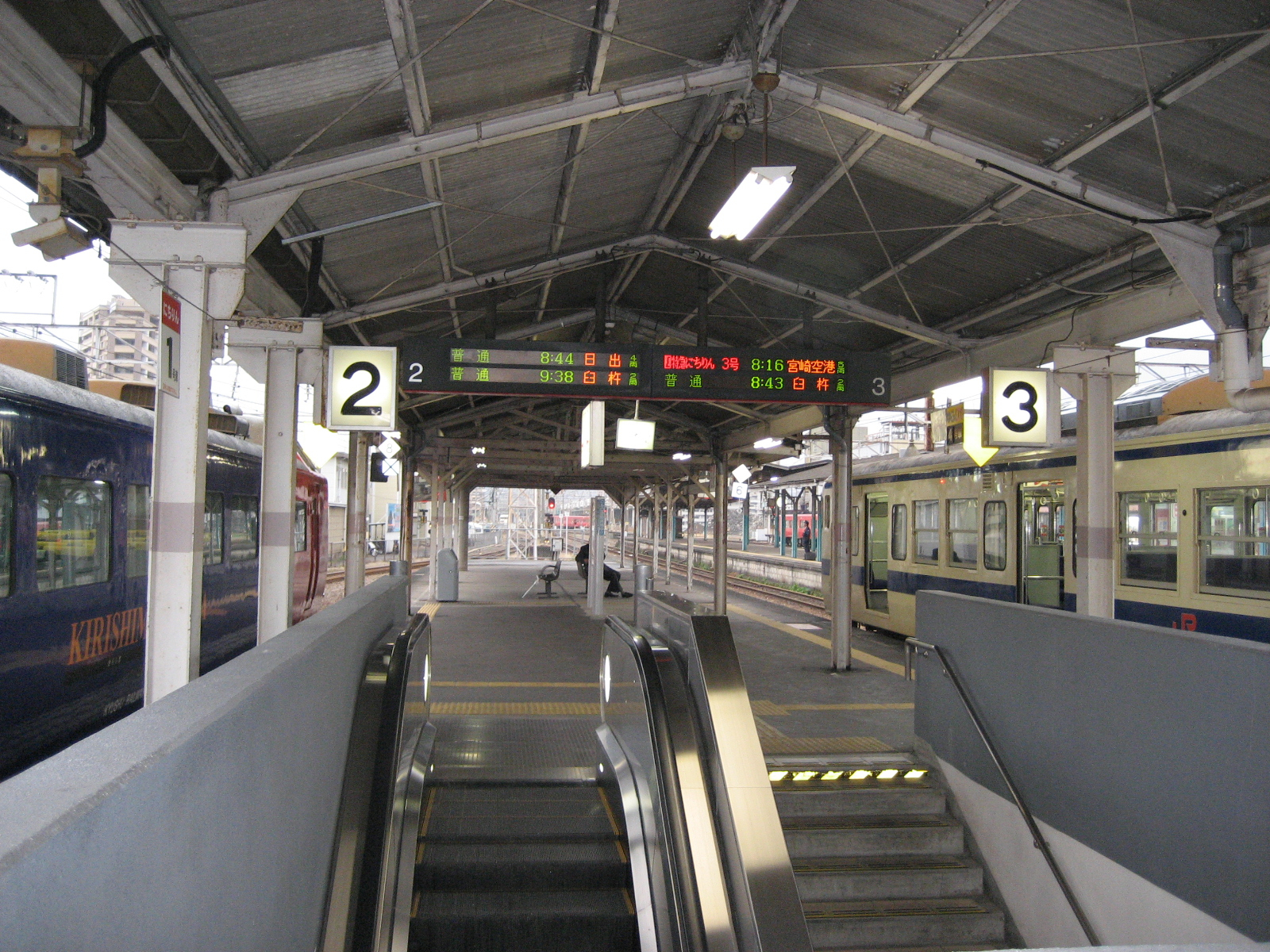
旧プラットホーム（2006年11月）
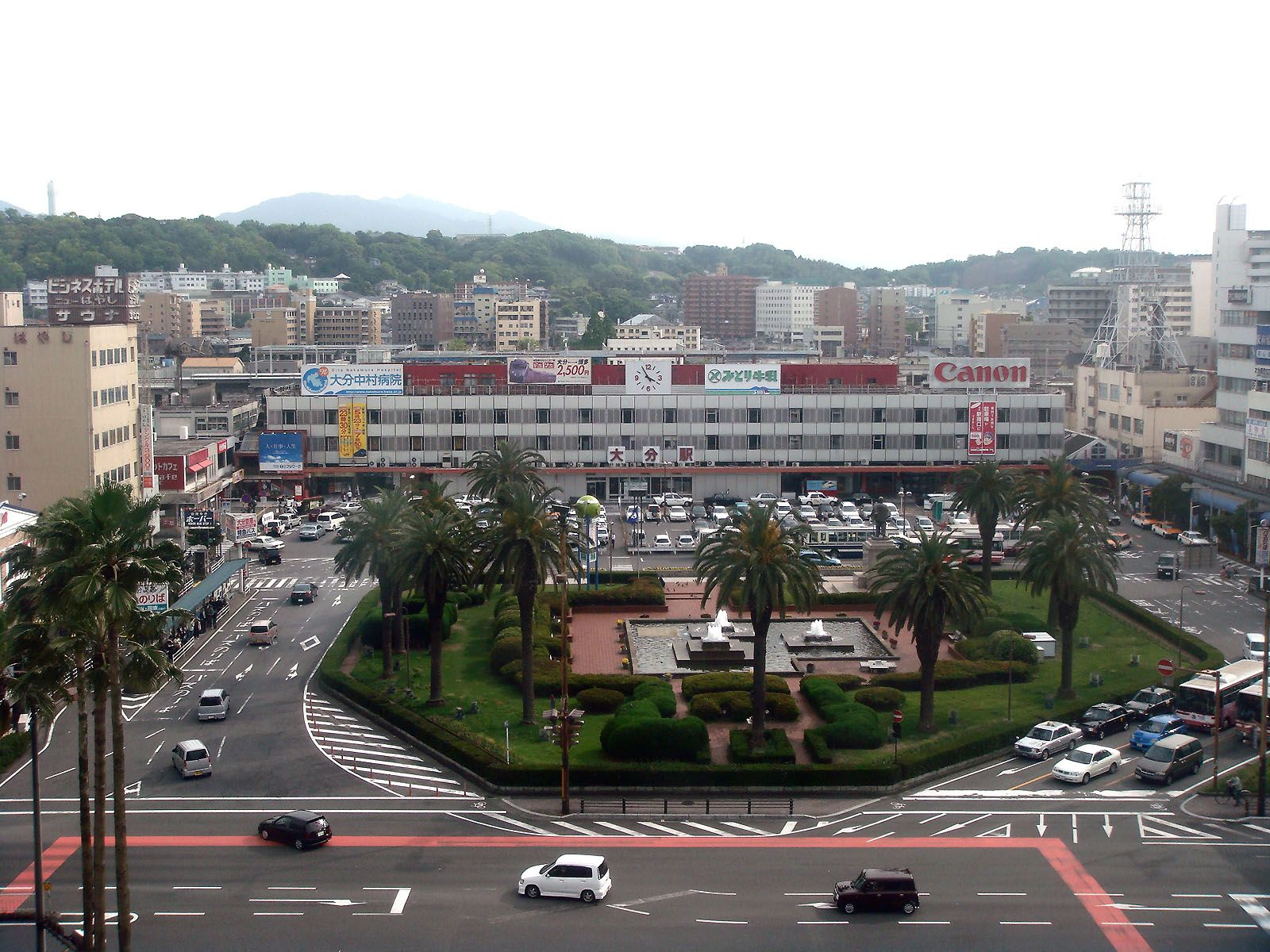
旧北口全景（2008年5月）
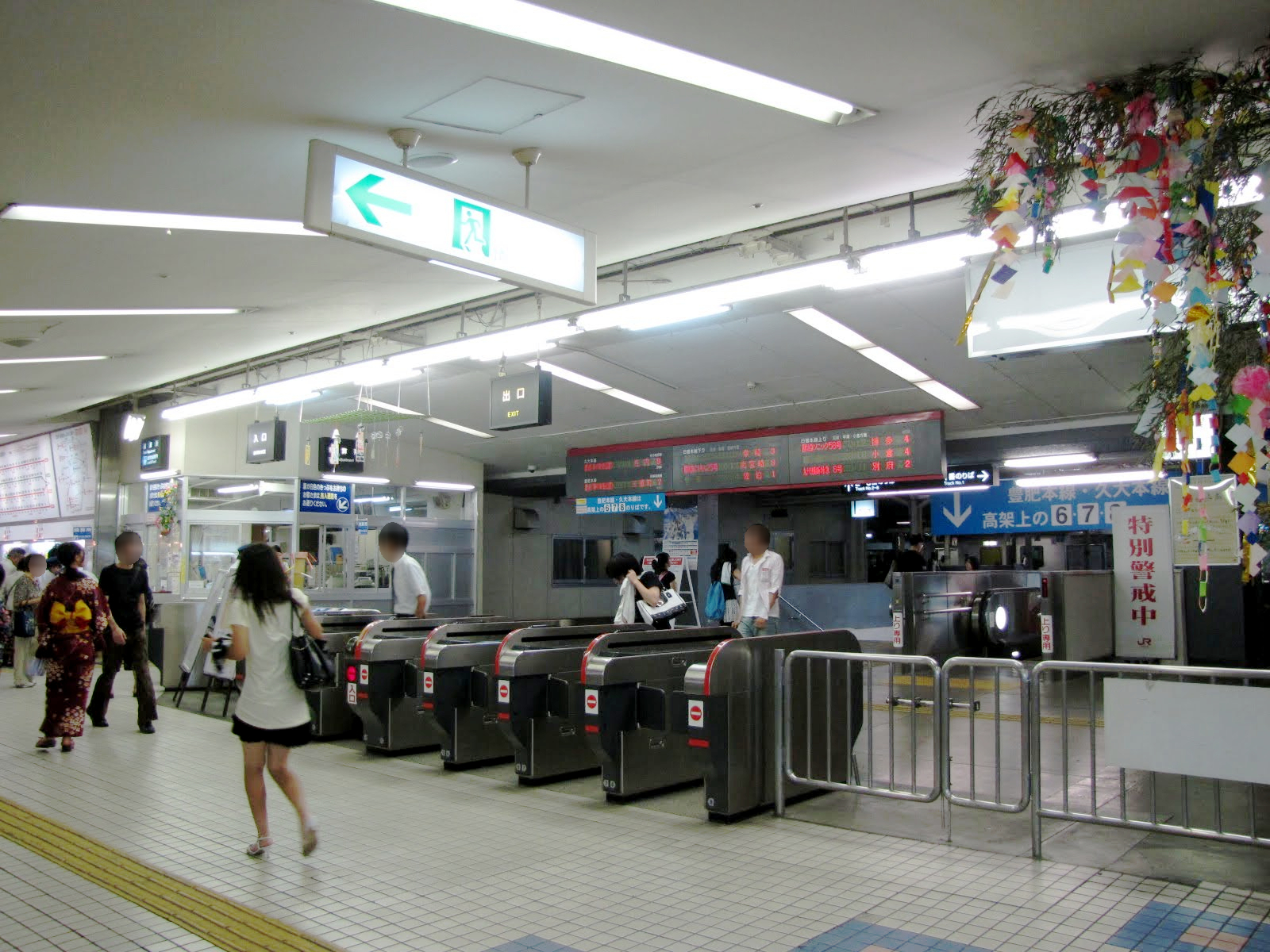
旧北口改札口（2009年8月）
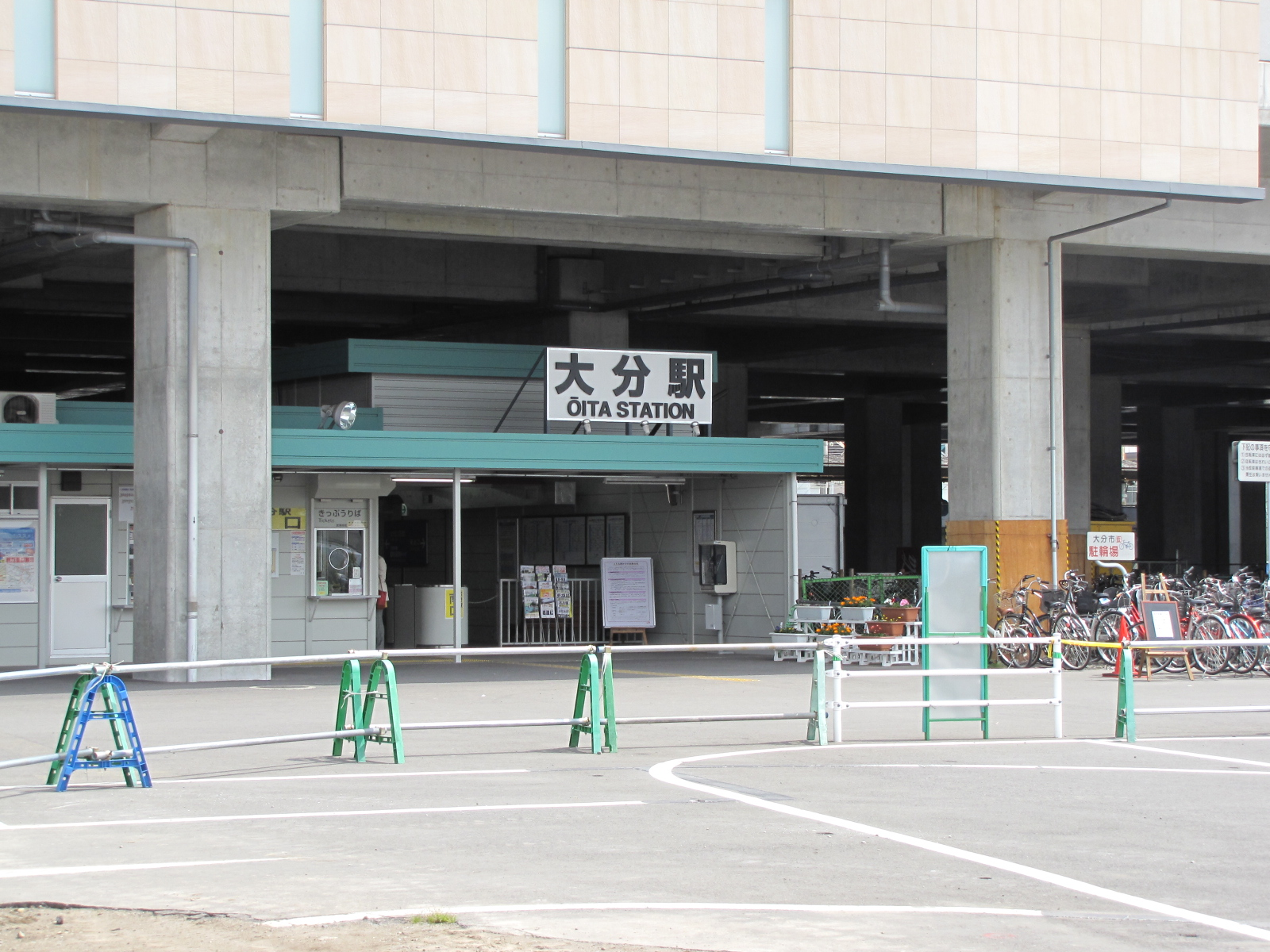
南口改札口（2011年4月）
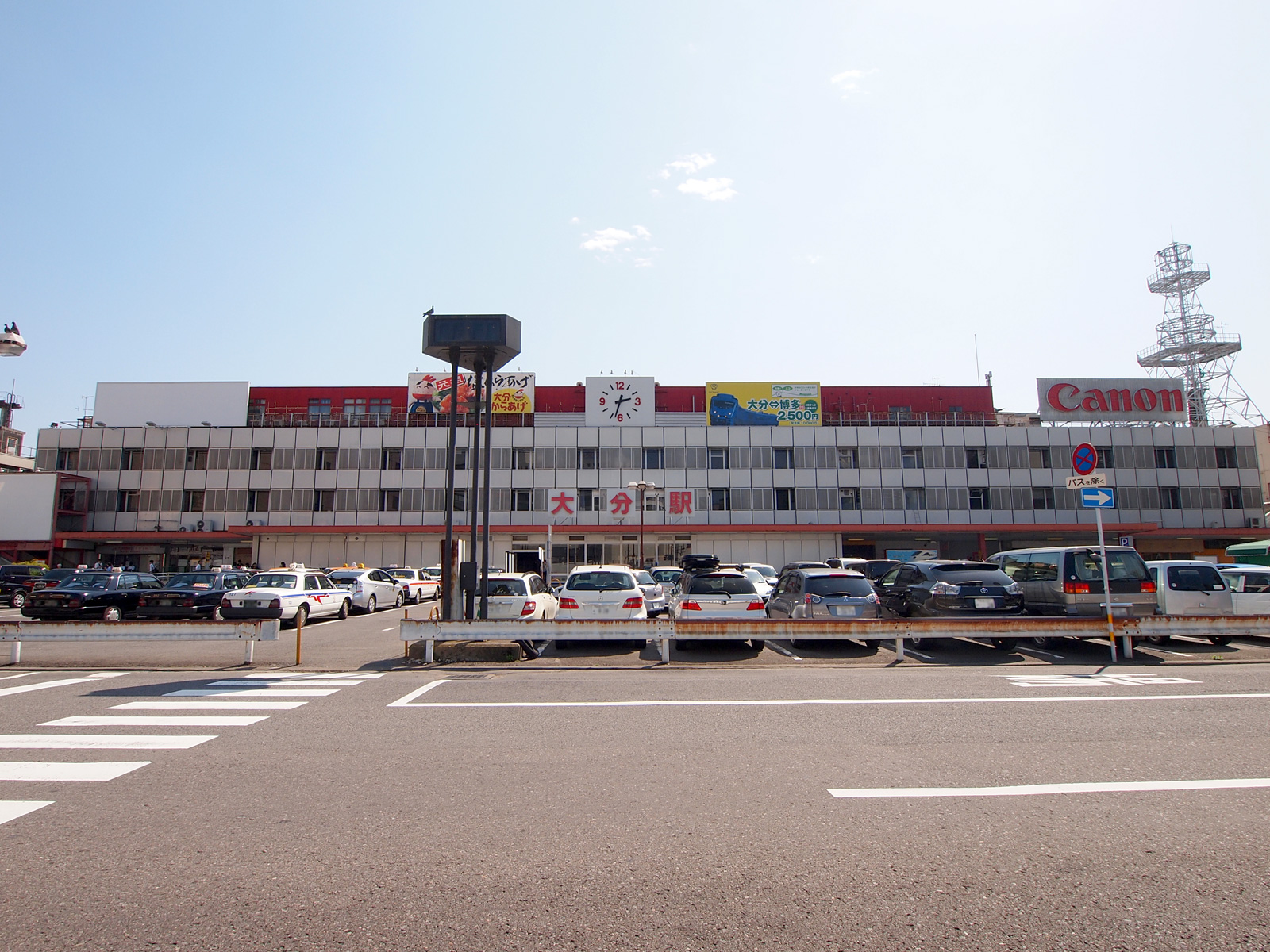
解体前の旧大分駅ビル（2012年4月）
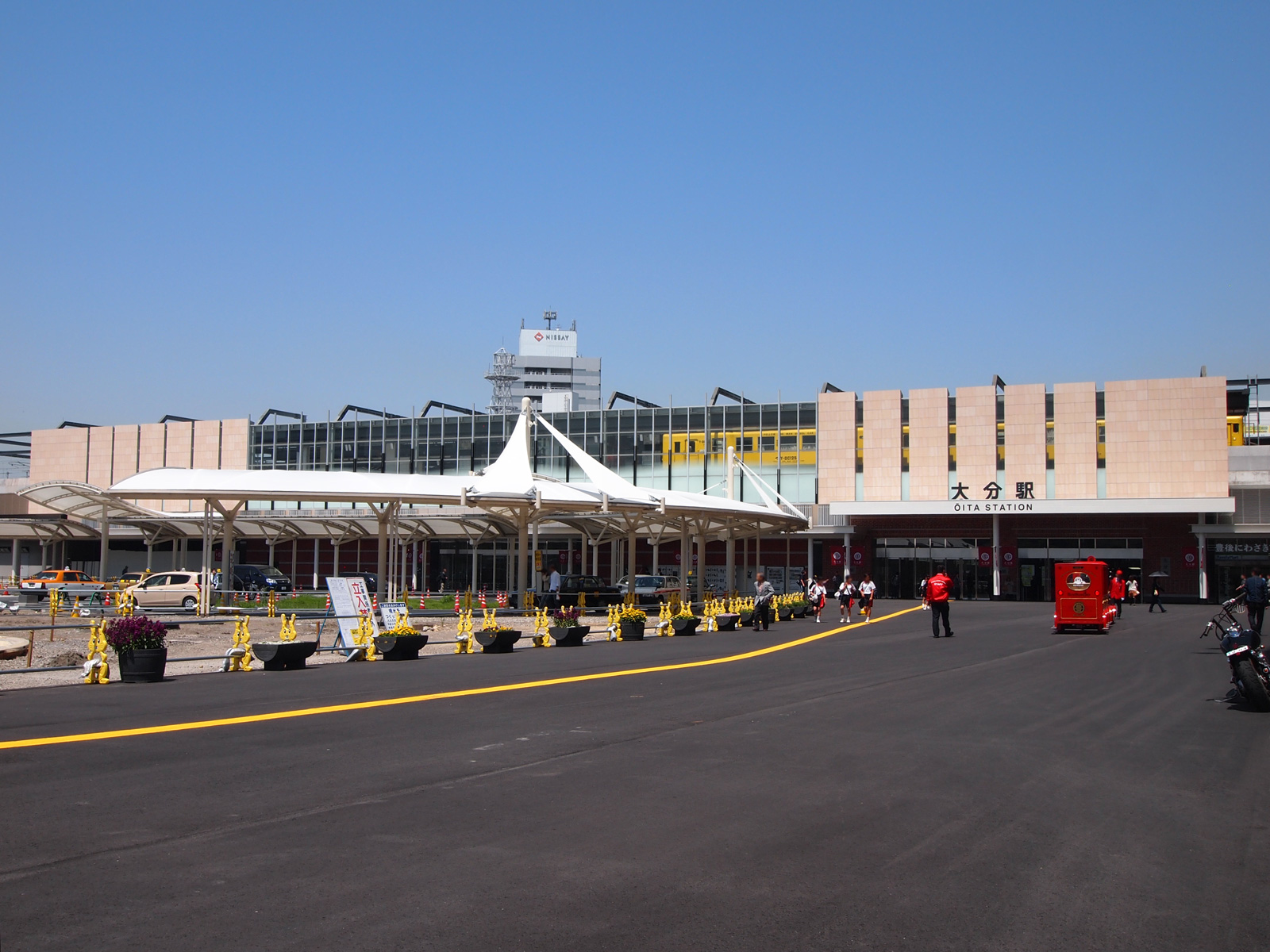
上野の森口（2012年4月）
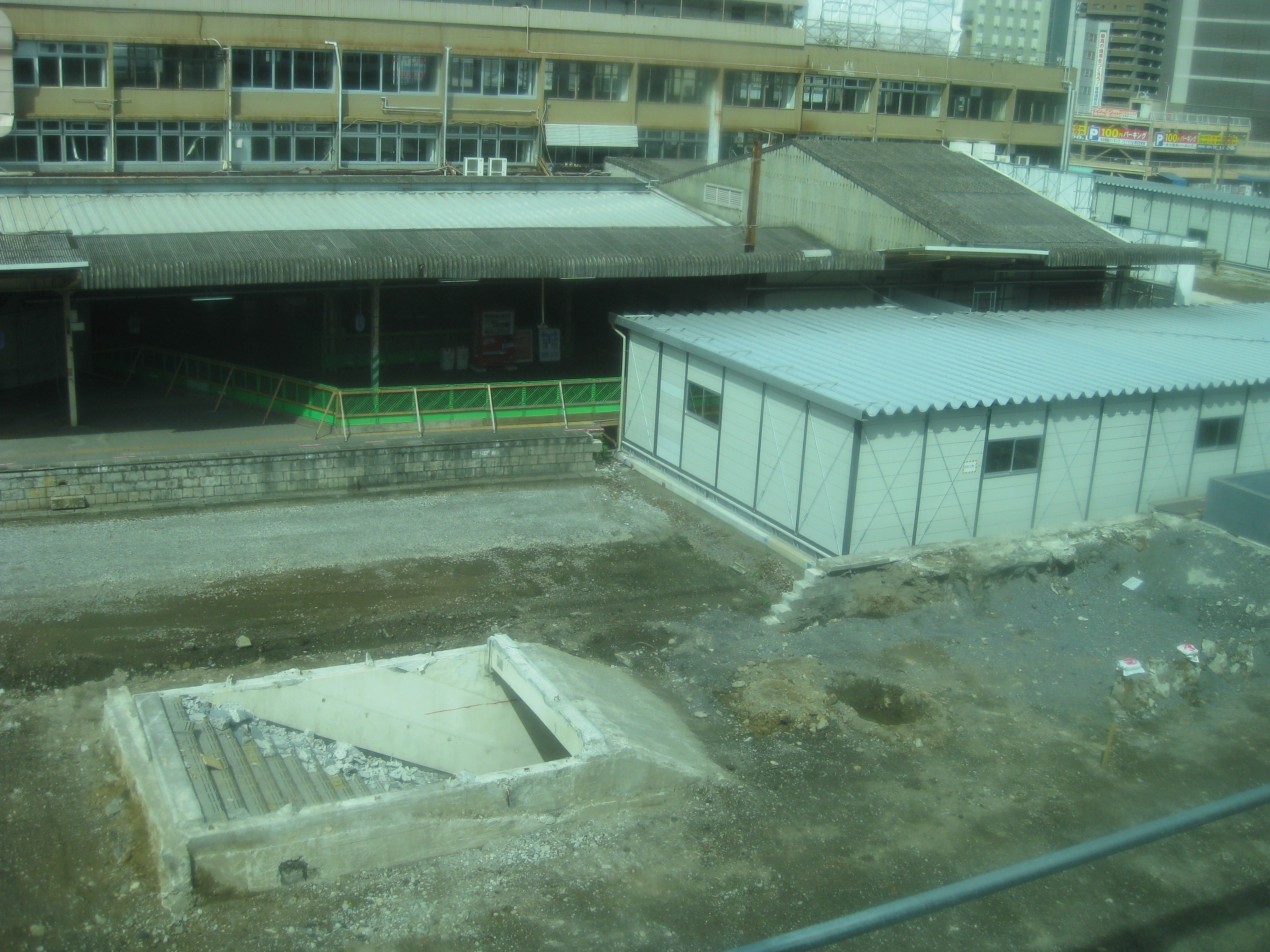
解体中の旧大分駅プラットホーム（2012年8月）
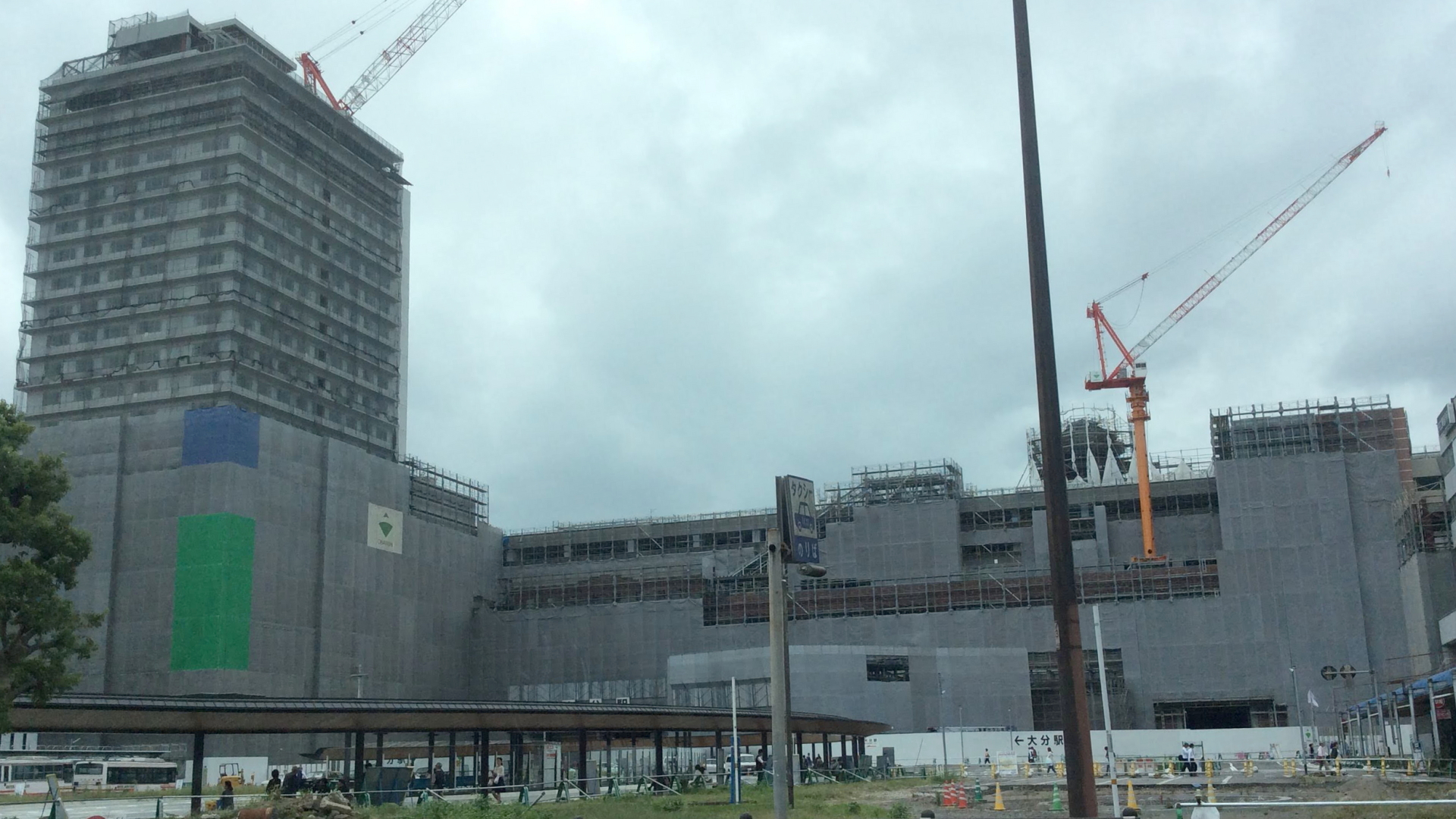
建設中の大分駅ビル（2014年10月）

### 年表

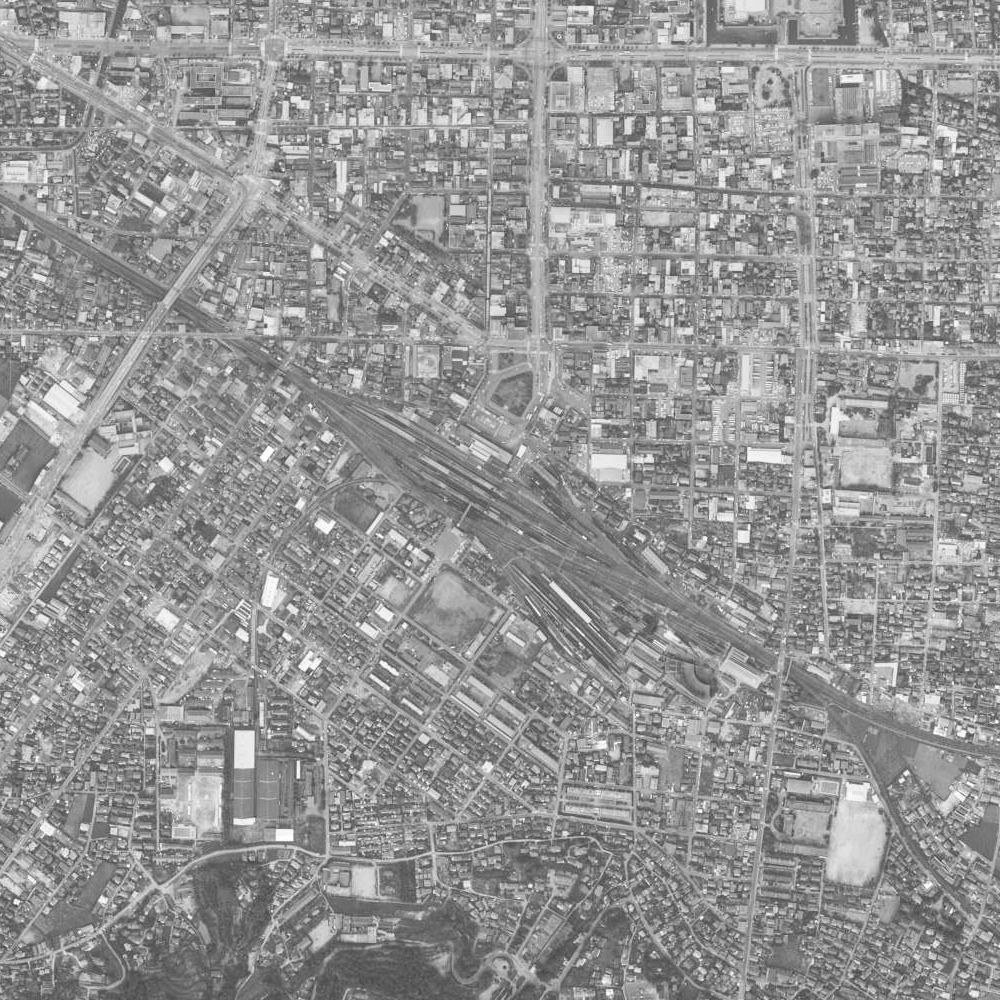
大分駅周辺の白黒空中写真（1970年10月撮影）

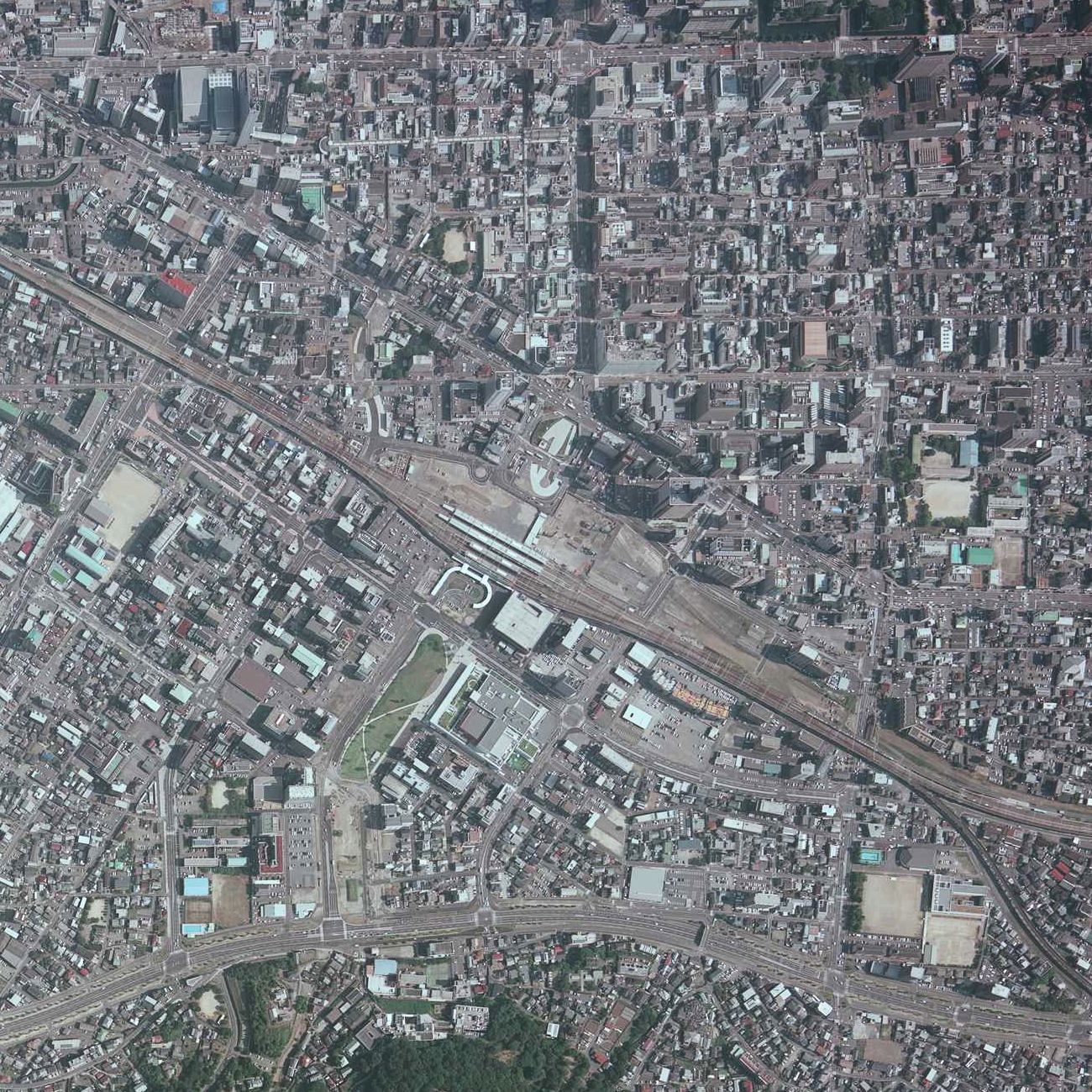
大分駅周辺の空中写真（2013年8月撮影）

- 1911年（明治44年）11月1日：鉄道院（後に日本国有鉄道）豊州本線（現・日豊本線）の駅として、別府 - 大分間の開通時に開業[1][2][3]。
- 1912年（大正元年）：大分機関庫設置[22]。
- 1914年（大正3年）4月1日：豊州本線が幸崎駅まで開通[7]。同日、犬飼線（現・豊肥本線）大分駅 - 中判田駅間が開業[23]。
- 1915年（大正4年）10月30日：大湯鉄道の大分市駅が開業し、同鉄道線大分市駅 - 小野屋駅間が開通[7]。
- 1916年（大正5年）：二等駅となる[22]。
- 1922年（大正11年）12月1日：大湯鉄道が国有化され[7]、大湯線（後の久大本線）となる。大分市駅を大分駅に統合[24]。
- 1928年（昭和3年）12月2日：犬飼線が宮地駅まで延伸されて宮地線（熊本駅－宮地駅間）と統合、豊肥本線と改称[23]。
- 1937年（昭和12年）：一等駅になる[22]。
- 1945年（昭和20年）4月21日：大分空襲により駅本屋構内被災全焼[24]。
- 1950年（昭和25年）：南口駅舎完成。南口新設[25]。
- 1951年（昭和26年）：北口駅前広場拡張[26]。
- 1956年（昭和31年）：北口改札とホームを結ぶ地下道が完成[15]。
- 1958年（昭和33年）4月1日：北口新駅舎及び駅前広場完成[12][27]。
- 1961年（昭和36年）：0番線を増設[18]。
- 1964年（昭和39年）8月7日：構内の拡張工事に伴い、駅前のクスノキが伐採される[14]。
- 1965年（昭和40年）10月1日：新ホーム（1番のりば）完成。旧0-5番のりばを2-7番のりばに変更。みどりの窓口開設[28]。
- 1966年（昭和41年）9月21日：日豊本線の当駅 - 西大分駅間の複線化が完成[29][24]。
- 1967年（昭和42年）10月1日：日豊本線の新田原駅 - 幸崎駅間の電化が完成[24]。
- 1972年（昭和47年）4月11日：旅行センター開設[18][30]。
- 1975年（昭和50年）10月：駅改良を実施[18]。
- 1978年（昭和53年）：北口駅前広場に大噴水を設置[31]。
- 1979年（昭和54年）11月：駅レンタカー営業開始[32]。
- 1980年（昭和55年）10月：地下道の南口への延伸工事が完成[18]。
- 1982年（昭和57年）：北口駅前広場に大友宗麟像設置[24]。
- 1984年（昭和59年）2月1日：車扱貨物の取扱を廃止[24]。
- 1986年（昭和61年）11月1日：荷物の取扱を廃止[24]。
- 1987年（昭和62年）
  - 3月7日：駅舎を改装[18][33]。出改札を統廃合して、跡地に4店舗設置[33]。
  - 4月1日：国鉄分割民営化に伴い、九州旅客鉄道（JR九州）の駅となる[34]。
- 2002年（平成14年）
  - 11月16日：自動改札機を設置し、供用開始[35]。
  - 12月7日：高架化工事に着手[35][36]。
- 2008年（平成20年）8月24日：豊肥・久大本線部分の高架化が完成し、同線の新ホームが運用を開始[37]。同線地上ホームの旧6番線（5番のりば）、7番線、8番線が運用終了。
- 2012年（平成24年）
  - 3月17日：日豊本線部分の高架化が完成し、全面高架化完成[20][21][38]。
  - 12月1日：ICカード「SUGOCA」の利用が可能となる[39]。高架下商業施設「豊後にわさき市場」がオープン。
- 2013年（平成25年）4月30日：新駅ビルの工事開始[40]。
- 2014年（平成26年）
  - 8月1日：新駅ビルの上棟式（鉄骨工事完了）[41][42][43]。
  - 11月28日：城門をモチーフにした新駅ビルの北口側入口が完成し、除幕式が行われる[44]。
- 2015年（平成27年）
  - 3月21日：北口駅前広場の改装が完了し、全面的に供用開始[45][46]。
  - 4月16日：アミュプラザおおいたが開業[47][48][49][50]。
  - 4月23日：JR九州ホテルブラッサム大分、シティスパてんくうが開業[47][46]。
  - 5月1日：接近・発車メロディを導入（作曲・演奏は向谷実）[51][52]。
  - 5月18日：大分市が、北口及び南口駅前広場の通称をそれぞれ「府内中央口広場」及び「上野の森口広場」とすると発表[53][54]。
- 2017年（平成29年）
  - 9月17日：台風18号の影響で宇島駅 - 鹿児島中央駅間で終日運転見合わせ。災害等により臼杵駅 - 延岡駅間が不通となる[55]。18日には宇島駅 - 大在駅間で運転再開。
  - 9月25日：ソニックが当駅までの折り返し運行、にちりん・にちりんシーガイアは当駅以北と、延岡駅以南で各折り返し運行となる。
  - 12月18日：日豊本線が3ヶ月ぶりに全線で運転再開、特急列車の折り返し運転も終了[56]。

### 大分駅付近連続立体交差事業
かつての大分駅は地上駅で、大分市中心部の市街地は駅や3本の鉄道路線により南北が完全に分断され、商業施設や公共機関が駅の正面に当たる北側に集中していた。この南北地区格差の解消と、南側の開発促進を狙い、1996年度から連続立体化（高架化）事業が行われた。
高架化に当たっては、まず南側に位置する後述の貨物列車の通過線や機関車の入れ替え用側線などのスペースを利用して高架ホームとその下の新駅舎が建設され、それらの使用開始後に旧駅舎及び地上ホームを取り壊して新駅ビルを建設する手順が取られた。
2008年（平成20年）9月の第63回国民体育大会までの高架化の完成を目指していた久大本線及び豊肥本線は、同年8月24日に高架化した。
豊肥本線・久大本線が先行して高架化した後は、日豊本線への直通はできなくなり、久大本線の別府直通の特急列車については、3月改正から大分 - 別府間は臨時扱いとして運行を休止していた。また、夕方に豊肥本線から日豊本線に直通していた普通列車の乗り入れも休止していた。
その後、日豊本線も高架化が進められ、2012年（平成24年）3月17日に全面的に高架化が完成した。同日にダイヤ改正が行われ、久大本線の特急列車の別府直通が復活した。また、高架化により日豊本線が利用できるホームが増えたため、これまで一部が別府駅始発・終着であった日豊本線の特急が、大分駅始発・終着に統一された。2015年（平成27年）3月14日のダイヤ改正では、豊肥本線・久大本線の普通列車の別府方面への直通も再開した。
高架化された区間は日豊本線3.65 km（豊肥本線1.60kmを含む）及び久大本線1.92kmの計5.57kmで、高架化により日豊本線10箇所及び久大本線3箇所の計13箇所の踏切が撤去された。また、日豊本線を跨いでいた春日陸橋及び大道陸橋も撤去された。

## 駅構造
日豊本線、久大本線、豊肥本線を合わせて島式ホーム4面8線からなる大規模な高架駅である。
2012年（平成24年）3月17日に全面高架化が完成し、
それに合わせて市民からの公募を踏まえて駅の北側の出口を府内中央口、駅南側の出口を上野の森口とした。
高架化前は、既存の市街地が駅北側に偏在しており、大多数の利用者は北口（現・府内中央口）のみを利用していたため、北口を指す場合には単に「大分駅」と呼び、特に南口（現・上野の森口）を指す場合には「裏駅」と呼ぶことが多かった。
2012年（平成24年）3月17日の高架化完成に伴い、高架ホーム下に新駅舎が設けられた。府内中央口と上野の森口とは新駅舎内のコンコースで結ばれており、駅の営業時間（4:00-25:30）中は通り抜けが可能である（手押しに限り自転車も通行可）。なお、高架化完了後も駅ビル等の工事が続いたため、府内中央口側は仮設通路を介しての通行となっていた。
改札口はコンコースの中央付近の西側に設けられている。自動改札機が設置されており、2012年12月1日からSUGOCAにも対応している。JR九州直営でマルス端末機（みどりの窓口）が設置されている。自動券売機、みどりの窓口、JR九州旅行大分支店は改札口の並びに移転した。
改札内にはICカードチャージコーナー、トイレなどがある。ICカードチャージコーナーはのりこし精算機ではなく、チャージ機のみである。併設して公衆電話が設置されている。高架下などには、2012年（平成24年）3月17日に、コープおおいたを核店舗とし、41店舗が入居する豊後にわさき市場がオープンした。
コンコースでは、休日等にミニトレイン「ぶんぶん号」が運行される。
府内中央口には1958年に建設された鉄筋コンクリート構造3階建て（一部4階建て）の駅ビル（旧駅舎）があったが、2012年（平成24年）3月17日の完全高架化を以って使用を終了し、解体された。旧駅舎及び地上ホーム跡地には、2015年（平成27年）4月16日に新駅ビルが開業した。また、2015年（平成27年）3月21日には、約16,000m2の府内中央口前の駅前広場を全面的に供用開始した。駅前広場には大屋根のあるイベントスペースが設置されている。

### 新駅ビル「JRおおいたシティ」

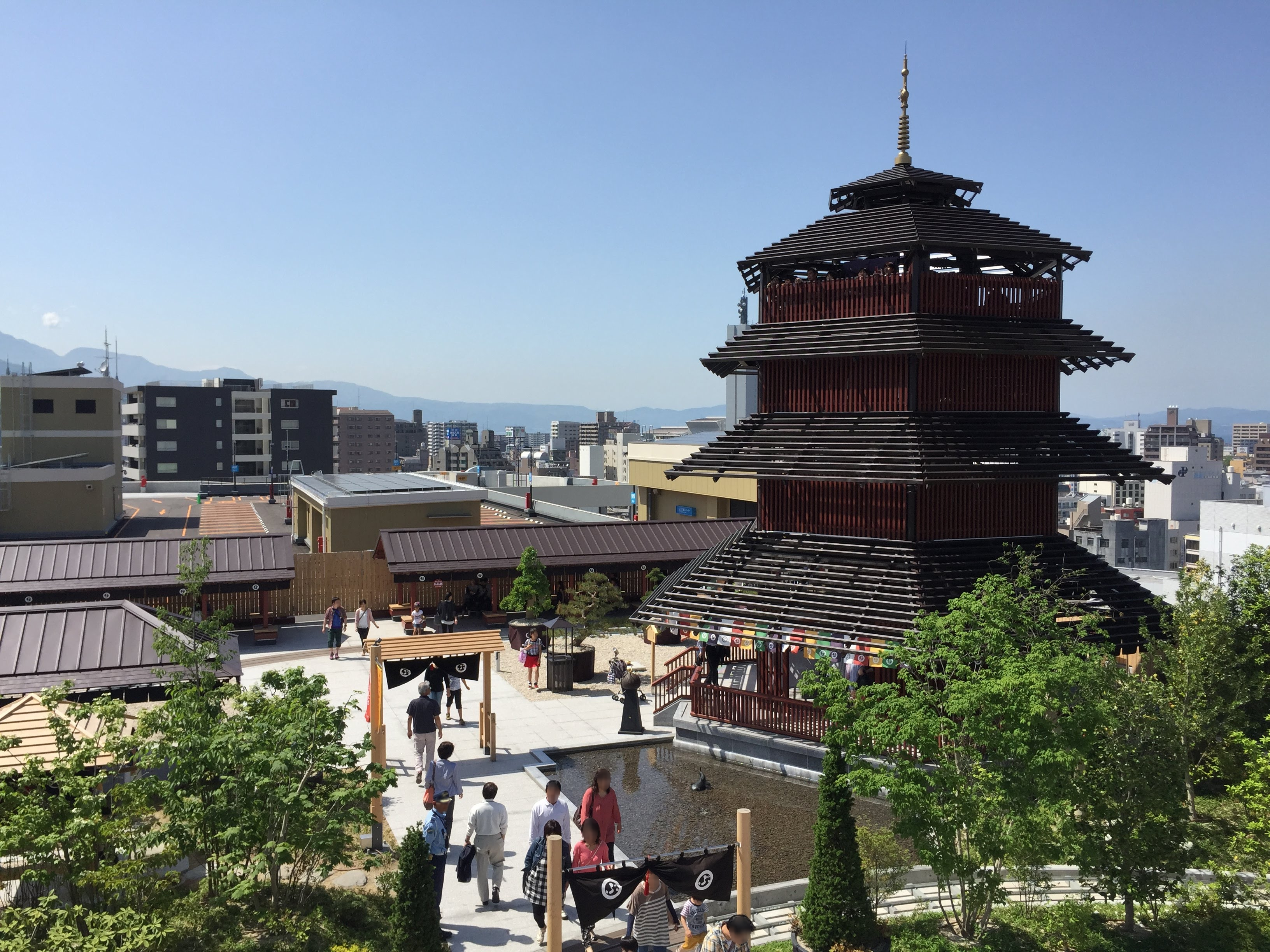
アミュプラザおおいたのシティ屋上ひろば（2015年5月）

新駅ビルは2013年（平成25年）4月30日に着工し、2015年（平成27年）4月16日に開業した。2014年（平成26年）9月30日に、施設全体の名称を「JRおおいたシティ」に、新駅ビルの1-4階部分と豊後にわさき市場、及び、大分駅南立体駐車場にある商業施設は合わせて「アミュプラザおおいた」にすると発表した。
新駅ビルは、敷地面積約20,000m2、延床面積約107,000m2、店舗面積約31,000m2で、鉄骨鉄筋コンクリート構造地上8階・地下1階の低層部と東側の地上21階のタワー部とからなる。温泉施設向けの機械室の面積削減や駐車場の設計変更により、当初計画の地上23階建て、延床面積約120,000m2から全体の規模が若干小さくなったが、店舗面積には変更はない。
このうち1-4階は商業エリアで、1-2階には衣料品や雑貨等の店舗、3階にはハンズ、フードコート、4階にはレストラン街、TOHOシネマズが入居した。
タワー部は、8-18階がホテル「JR九州ホテル ブラッサム大分」、19-21階が天然の温泉施設「シティスパてんくう」である。
また、開業時には低層部の屋上階である8階には、屋上庭園「シティ屋上ひろば」が開設され、2015年（平成27年）4月10日に鉄道神社を移す神事が行われた。

### 駅前広場
正式名称は周辺の区画整理事業で決定された「北口駅前広場」と「南口駅前広場」である。駅の出入口の名称と異なっていて判り難いとの要望が市民からあったことから、大分市が通称名を定め、2015年（平成27年）5月18日に北口駅前広場を「府内中央口広場」、南口駅前広場を「上野の森口広場」とすると発表した。
北口駅前広場は、大友宗麟やフランシスコ・ザビエルの像などが置かれ、面積は約16,000m2である。一方の南口駅前広場は、朝倉文夫作の銅像や噴水などがあり、面積は約7,900m2である。

### 鉄道配線図
|         |         |      |       |          |       |       |       |      |       |       |      |       |       |      |          |       |          |       |       |       |          |       | courbebg | voie     | voie | voie | voie | voie     | courbebd |          |          |          |          |          |       |       |       |       |       |       |       |       |       |       |       |       |         |       |      |          |       |       |       |
|         |         |      |       |          |       |       |       |      |       |       |      |       |       |      |          |       |          |       |       |       |          | Mvoie |          | quai     | quai | quai | quai | quai     |          | Dbifd    | voie     | voie     | voie     | butoird  |       |       |       |       |       |       |       |       |       |       |       |       |         |       |      |          |       |       |       |
| voie    | voie    | voie | sensd | voie     | voie  | voie  | voie  | voie | bifbd | voie  | voie | voie  | voie  | voie | voie     | voie  | voie     | bifbg | voie  | voie  | bifhd    | voie  | voie     | voie     | voie | voie | voie | voie     | voie     | voie     | bifhg    | voie     | voie     | voie     | voie  | voie  | voie  | bifbd | bifbg | voie  | voie  | voie  | voie  | voie  | voie  | voie  | voie    | sens2 | voie | voie     | voie  | voie  | voie  |
| voie    | voie    | voie | sensg | voie     | voie  | voie  | bifbg | voie | voie  | bifhg | voie | bifbd | voie  | voie | voie     | voie  | bifhd    | voie  | voie  | voie  | bifbd    | voie  | voie     | voie     | voie | voie | voie | voie     | voie     | voie     | voie     | voie     | voie     | voie     | voie  | voie  | bifbg | bifhd | bifhg | voie  | bifbd | bifbg | voie  | voie  | voie  | voie  | butoird |       |      |          |       |       |       |
| butoirg | voie    | voie | voie  | voie     | bifbg | bifhd | voie  | voie | voie  | voie  | voie | voie  | bifhg | voie | courbebd |       |          |       |       |       |          | Dvoie |          | quai     | quai | quai | quai | quai     |          |          | courbebg | voie     | voie     | voie     | bifbg | bifhd | voie  | voie  | voie  | bifbg | bifhd | bifhg | bifbd | voie  | voie  | voie  | voie    | sens2 | voie | voie     | voie  | voie  | voie  |
|         | butoirg | voie | voie  | courbehd |       |       |       |      |       |       |      |       |       |      |          | Dvoie |          |       |       |       |          |       | courbehg | voie     | voie | voie | voie | voie     | voie     | courbehd |          |          | courbebg | bifhd    | voie  | voie  | bifbg | voie  | bifhd | voie  | voie  | voie  | voie  | bifhg | bifbd | voie  | voie    | sens2 | voie | voie     | voie  | voie  | voie  |
|         |         |      |       |          |       |       |       |      |       |       |      |       |       |      |          |       | courbehg | bifbd | voie  | voie  | bifbd    | voie  | voie     | voie     | voie | voie | voie | voie     | voie     | voie     | bifbg    | courbehd |          | courbebg | voie  | bifhd | voie  | voie  | voie  | voie  | voie  | voie  | voie  | voie  | voie  | bifhg | voie    | sens2 | voie | courbebd |       |       |       |
|         |         |      |       |          |       |       |       |      |       |       |      |       |       |      |          |       |          |       | Dvoie |       |          | Dvoie |          |          | quai | quai | quai |          |          | Mvoie    |          |          | Mvoie    |          |       |       |       |       |       |       |       |       |       |       |       |       |         |       |      |          | Dvoie |       |       |
|         |         |      |       |          |       |       |       |      |       |       |      |       |       |      |          |       |          |       |       | Dvoie |          |       | courbehg | voie     | voie | voie | voie | voie     | courbehd |          |          | Mvoie    |          |          |       |       |       |       |       |       |       |       |       |       |       |       |         |       |      |          |       | Dvoie |       |
|         |         |      |       |          |       |       |       |      |       |       |      |       |       |      |          |       |          |       |       |       | courbehg | bifbd | voie     | voie     | voie | voie | voie | voie     | voie     | bifbg    | courbehd |          |          |          |       |       |       |       |       |       |       |       |       |       |       |       |         |       |      |          |       |       | Dvoie |
|         |         |      |       |          |       |       |       |      |       |       |      |       |       |      |          |       |          |       |       |       |          |       | Dvoie    |          | quai | quai | quai |          | Mvoie    |          |          |          |          |          |       |       |       |       |       |       |       |       |       |       |       |       |         |       |      |          |       |       |       |
|         |         |      |       |          |       |       |       |      |       |       |      |       |       |      |          |       |          |       |       |       |          |       |          | courbehg | voie | voie | voie | courbehd |          |          |          |          |          |          |       |       |       |       |       |       |       |       |       |       |       |       |         |       |      |          |       |       |       |

### のりば

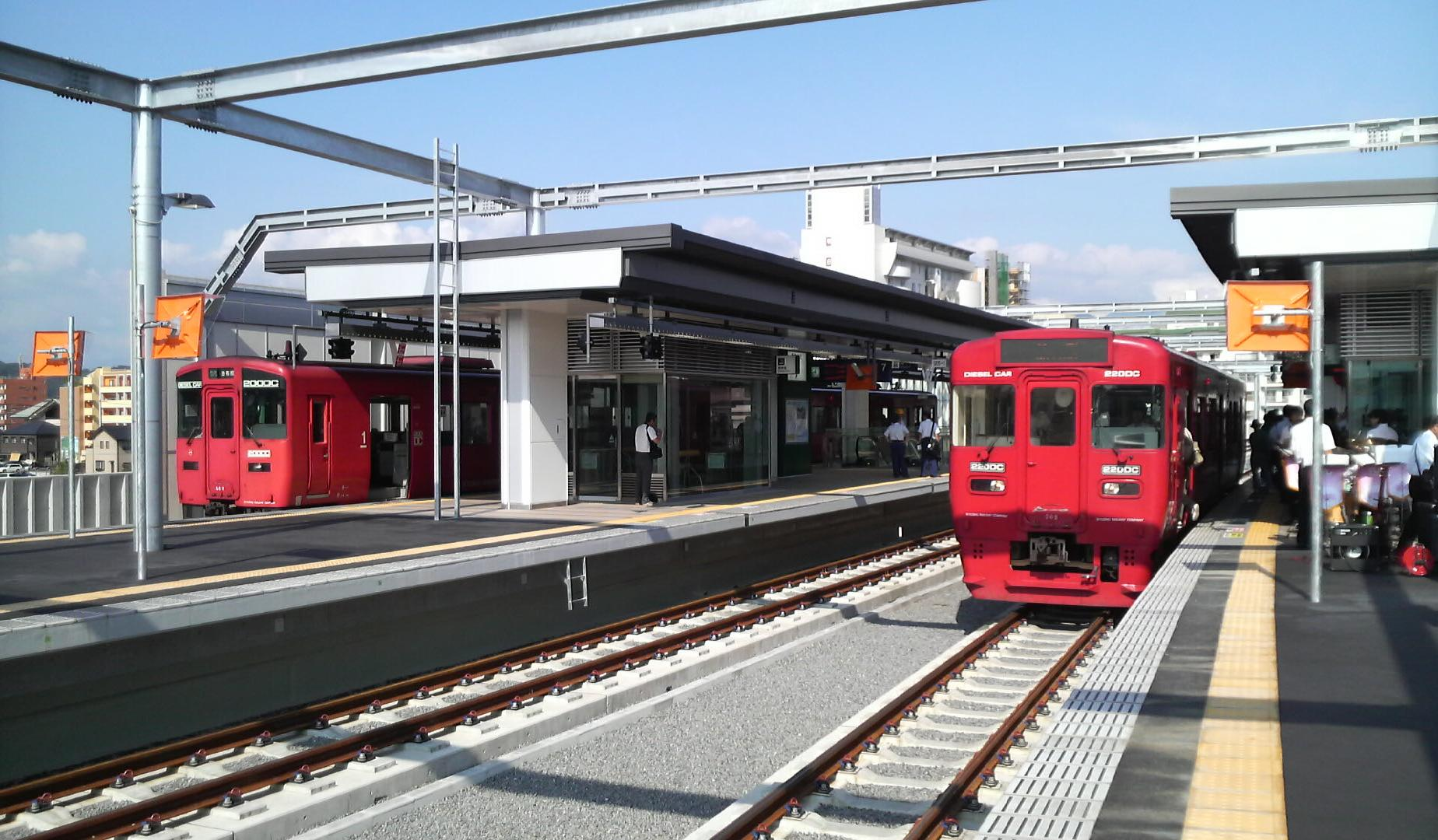
高架ホーム6 - 8番のりば

番号は駅府内中央口側から順に割当てられている。ホームは全部で1～8番のりばまである。本線は下りは2番のりば、上りは3番のりばである。回送列車や貨物列車等の通過はダイヤに差し障りのなければ両のりばを通過するが、ダイヤに影響のある場合は1、4番のりばを通過する。
各ホームにはエレベーター及びエスカレーターが設置されている。また、1〜6番のりばの各ホームにはICカードチャージ機とICカード専用自由席特急券売機が、7〜8番のりばの各ホームにはICカードチャージ機のみが設置されている。
自動放送導入駅である。編成両数や特急の座席の種類や号車、停車駅、のりばに停車中の列車などの案内、列車接近時の放送、乗換放送、発車放送などを備えている。しかし、留置線からホームに入線する列車に対しては自動放送は流れず、入線ベルのみが流れる。また、2015年（平成27年）5月1日より向谷実が作曲・演奏した接近・発車メロディー「天空へ」が導入されている。
以下は2021年（令和3年）3月16日現在のものである。
| のりば | 路線・列車                               | 方向 | 行先                 | 備考                        |
| ------ | ---------------------------------------- | ---- | -------------------- | --------------------------- |
| 1      | ■日豊本線                                | 下り | 臼杵・佐伯方面       |                             |
| 1      | ■日豊本線                                | 上り | 別府・中津方面       |                             |
| 1      | □特急「ソニック」                        | 下り | 臼杵・佐伯方面       |                             |
| 1      | □特急「ソニック」                        | 上り | 中津・小倉・博多方面 |                             |
| 2      | ■日豊本線                                | 下り | 臼杵・佐伯方面       |                             |
| 2      | □特急「にちりんシーガイア」              | 下り | 臼杵・佐伯方面       |                             |
| 2 - 4  | □特急「にちりん」                        | 下り | 臼杵・佐伯方面       |                             |
| 3      | □特急「ソニック」 「にちりんシーガイア」 | 上り | 中津・小倉・博多方面 |                             |
| 3      | □特急「にちりん」                        | 上り | 別府・中津方面       |                             |
| 3 - 5  | ■日豊本線                                | 上り | 別府・中津方面       |                             |
| 4      | ■日豊本線                                | 下り | 臼杵・佐伯方面       |                             |
| 5 - 7  | ■豊肥本線                                | 上り | 中判田・豊後竹田方面 | 5番のりば発着は一部列車のみ |
| 6      | □特急「九州横断特急」                    | 上り | 豊後竹田・阿蘇方面   |                             |
| 7      | □特急「ゆふ」                            | 上り | 由布院・日田方面     |                             |
| 7      | □特急「ゆふいんの森」                    | 下り | 別府行き             |                             |
| 7・8   | ■久大本線                                | 上り | 向之原・由布院方面   |                             |
| 7・8   | □特急「ゆふ」                            | 下り | 別府行き             |                             |
| 8      | □特急「ゆふいんの森」                    | 上り | 由布院・日田方面     |                             |

なお、上記ののりばは通常時の発車についてのものであり、運転見合わせ等のダイヤの乱れや多客期に運行される臨時列車などはこの限りではない。

### かつての駅施設
高架化前は、貨物列車の通過線、機関車の入れ替え用側線などの設備が整っていた。かつて府内中央口の東側にあった貨物ホームは廃止され、跡地には貸切バス駐車場・路線バス待機場・駐車場・タクシー待機場・高速バス乗り場が設けられて2015年4月1日より供用開始された。
南東部には旧・豊肥久大鉄道事業部豊肥久大運輸センター（旧国鉄時代は大分運転所）があったが、この車両基地は大分駅高架化に伴い牧駅近くの大分鉄道事業部大分車両センターの隣接地に移転し統合され、移転先には高架橋も作られた。また、整備場は高架化に伴い解体された。旧大分運転所にはキハ07形気動車（キハ07 41）やEF30形電気機関車（EF30 3）が保管されていたが、キハ07 41は2003年に整備されて九州鉄道記念館に移設され、EF30 3は解体されて前頭部のみのカットボディとして九州鉄道記念館に設置された。
2011年3月11日までは、夜中に博多駅・小倉駅と延岡・宮崎方面を結ぶ特急ドリームにちりんが当駅で長時間停車していた。

## 駅弁
かつては梅乃家が駅弁を販売していたが、2007年（平成19年）11月に駅弁事業から撤退した。同社はホームの立ち食いそば・うどん店とコンコース内の食堂も運営していたが2012年（平成24年）3月の高架化に伴う構内の改装に伴い閉店した。梅乃家が駅弁から撤退したのちにビオティックジャパンが「豊後牛めし」「豊のしゃも弁当」を販売していたが2010年代に撤退した。
その後も地元業者により様々な弁当の販売は続いており駅弁大会への出品なども行われているが、ビオティックジャパンの撤退後は大型時刻表上で駅弁マークは記載されていない。
以下、各種メディアで大分駅弁として取り上げられた商品を記載する。
- 山海三昧（寿し由） - 湯布院牛や豊後水道産の魚をネタにした握りずし弁当で[81]、2015年（平成27年）3月6日の「第11回九州駅弁グランプリ決勝大会」で第1位になった[82]。
- なごり雪[83]
- 大分の車窓[84]
- たかもん1号[84]

## 利用状況
2023年度の1日平均乗車人員は16,949人である。JR九州の駅としては博多駅、小倉駅、鹿児島中央駅に次いで第4位で、日豊本線を所属線とする駅及び大分県内の駅としては最多となる。新幹線の全営業列車停車駅である熊本駅より多い。
| 年度               | 年間 乗車人員 | 定期外 乗車人員 | 定期 乗車人員 | 1日平均 乗車人員 | 年間 降車人員 | 出典                                |
| ------------------ | ------------- | --------------- | ------------- | ---------------- | ------------- | ----------------------------------- |
| 1965年（昭和40年） | 6,557,591     | 1,928,876       | 4,628,715     | 17,966           | 6,459,955     | [ 利用 2 ]                          |
| -                  | -             | -               | -             | -                | -             | -                                   |
| 1990年（平成02年） | 6,287,185     | 3,554,083       | 2,733,102     | 17,225           | 6,081,117     | [ 利用 3 ]                          |
| 1991年（平成03年） | 6,542,778     | 3,816,329       | 2,726,449     | 17,925           | 6,431,552     | [ 利用 4 ]                          |
| 1992年（平成04年） | 6,584,844     | 3,843,287       | 2,741,557     | 18,041           | 6,409,649     | [ 利用 5 ]                          |
| 1993年（平成05年） | 6,632,382     | 3,780,959       | 2,851,423     | 18,171           | 6,449,255     | [ 利用 6 ]                          |
| 1994年（平成06年） | 6,607,702     | 3,734,569       | 2,873,133     | 18,103           | 6,470,639     | [ 利用 7 ]                          |
| 1995年（平成07年） | 6,709,899     | 3,774,747       | 2,935,152     | 18,334           | 6,602,332     | [ 利用 8 ]                          |
| 1996年（平成08年） | 6,794,686     | 3,714,922       | 3,079,764     | 18,616           | 6,684,820     | [ 利用 9 ]                          |
| 1997年（平成09年） | 6,530,092     | 3,551,404       | 2,978,688     | 17,891           | 6,493,402     | [ 利用 10 ]                         |
| 1998年（平成10年） | 6,507,291     | 3,447,063       | 3,060,228     | 17,828           | 6,484,739     | [ 利用 11 ]                         |
| 1999年（平成11年） | 6,319,941     | 3,307,164       | 3,012,777     | 17,268           | 6,338,752     | [ 利用 12 ]                         |
| 2000年（平成12年） | 6,175,584     | 3,198,147       | 2,977,437     | 16,919           | 6,165,788     | [ 利用 13 ]                         |
| 2001年（平成13年） | 6,136,379     | 3,185,298       | 2,951,081     | 16,812           | 6,147,235     | [ 利用 14 ]                         |
| 2002年（平成14年） | 6,176,871     | 3,258,258       | 2,918,613     | 16,923           | 6,201,683     | [ 利用 15 ]                         |
| 2003年（平成15年） | 6,212,193     | 3,227,046       | 2,985,147     | 16,973           | 6,249,814     | [ 利用 16 ]                         |
| 2004年（平成16年） | 6,131,835     | 3,137,964       | 2,993,871     | 16,800           | 6,158,718     | [ 利用 17 ]                         |
| 2005年（平成17年） | 6,143,556     | 3,114,208       | 3,029,348     | 16,832           | 6,181,866     | [ 利用 18 ]                         |
| 2006年（平成18年） | 6,171,346     | 3,115,129       | 3,056,217     | 16,908           | 6,213,553     | [ 利用 19 ]                         |
| 2007年（平成19年） | 6,176,886     | 3,106,682       | 3,070,204     | 16,877           | 6,218,659     | [ 利用 20 ]                         |
| 2008年（平成20年） | 6,251,972     | 3,131,362       | 3,120,610     | 17,129           | 6,268,604     | [ 利用 21 ] [ 利用 22 ]             |
| 2009年（平成21年） | 5,976,019     | 2,872,667       | 3,103,352     | 16,373           | 6,000,728     | [ 利用 23 ] [ 利用 24 ]             |
| 2010年（平成22年） | 5,996,691     | 2,869,963       | 3,126,728     | 16,429           | 6,025,375     | [ 利用 25 ] [ 利用 26 ]             |
| 2011年（平成23年） | 6,094,378     | 2,910,419       | 3,183,959     | 16,651           | 6,118,082     | [ 利用 27 ] [ 利用 28 ]             |
| 2012年（平成24年） | 6,198,608     | 3,010,427       | 3,188,181     | 16,982           | 6,218,099     | [ 利用 29 ] [ 利用 30 ]             |
| 2013年（平成25年） | 6,422,697     | 3,109,588       | 3,313,109     | 17,596           | 6,463,482     | [ 利用 31 ] [ 利用 32 ] [ 利用 33 ] |
| 2014年（平成26年） | 6,353,092     | 3,109,213       | 3,243,879     | 17,406           | 6,389,635     | [ 利用 34 ] [ 利用 35 ] [ 利用 36 ] |
| 2015年（平成27年） | 7,155,451     | 3,596,025       | 3,559,426     | 19,550           | 7,173,423     | [ 利用 37 ] [ 利用 38 ] [ 利用 39 ] |
| 2016年（平成28年） | -             | -               | -             | 19,165           | -             | [ 利用 40 ]                         |
| 2017年（平成29年） | -             | -               | -             | 19,421           | -             | [ 利用 41 ]                         |
| 2018年（平成30年） | -             | -               | -             | 19,067           | -             | [ 利用 42 ]                         |
| 2019年（令和元年） | -             | -               | -             | 18,660           | -             | [ 利用 43 ]                         |
| 2020年（令和02年） | -             | -               | -             | 13,250           | -             | [ 利用 44 ]                         |
| 2021年（令和03年） | -             | -               | -             | 13,724           | -             | [ 利用 45 ]                         |
| 2022年（令和04年） | -             | -               | -             | 15,427           | -             | [ 利用 46 ]                         |
| 2023年（令和05年） | -             | -               | -             | 16,949           | -             | [ 利用 1 ]                          |

## 駅周辺

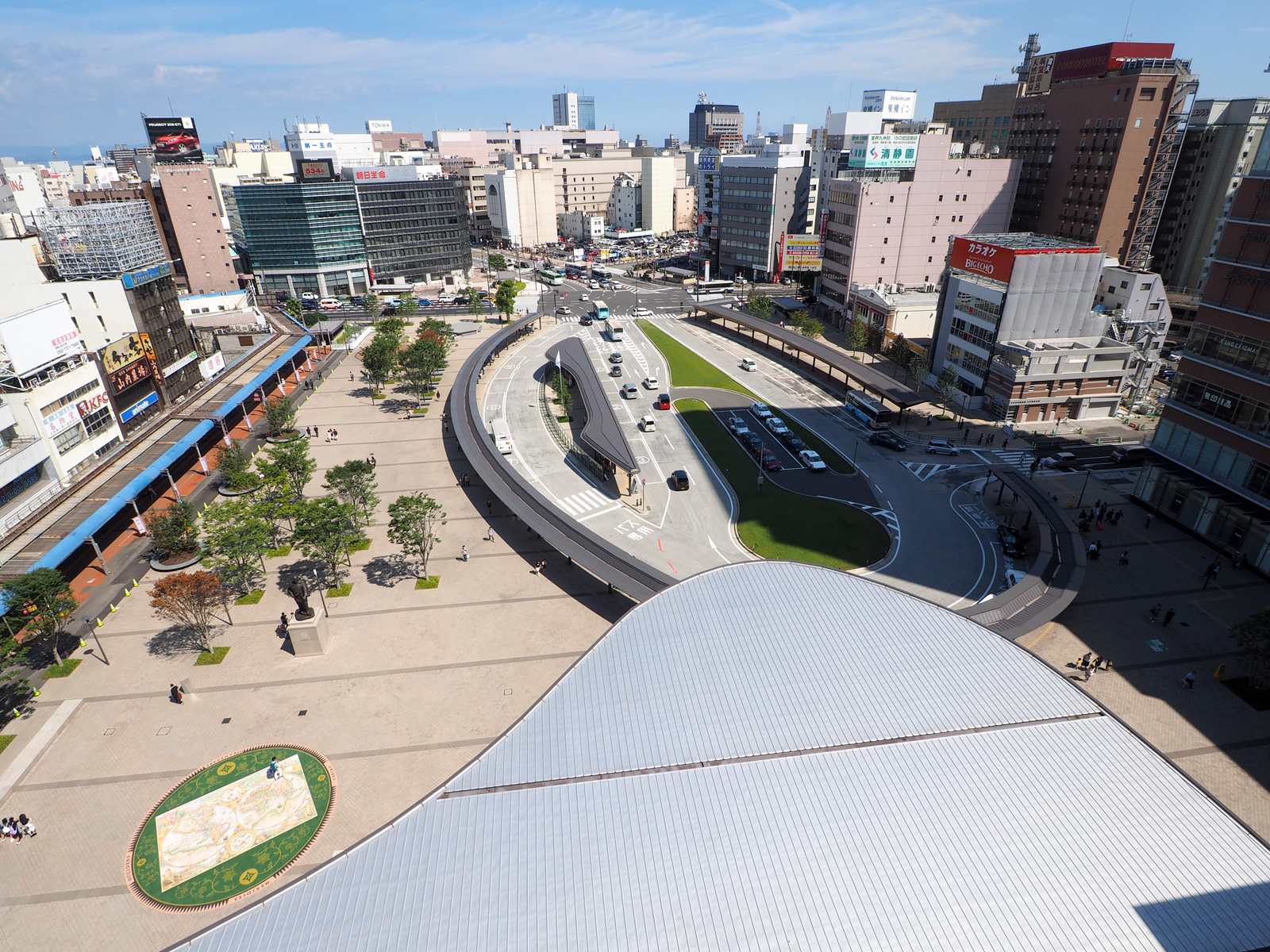
大分駅府内中央口

府内中央口周辺は大分市街地の中心部で、百貨店等の商業施設や大分県等の行政機関が立ち並び、商店街が縦横に延びて、人通りも多い。その一方で、上野の森口周辺には静かな雰囲気の街並みが広がっている。駅の南北で様相が大きく異なるのは、3本の鉄道路線により市街の南北が完全に分断されていたためであるが、駅の高架化と併行して上野の森口周辺の再開発も行われている。

### 府内中央口
- 大分県庁
- 大分市役所
- 大分合同庁舎
- OASISひろば21
（大分県立総合文化センター）
- コンパルホール
- アートプラザ
- 大分県立美術館
- 府内城（大分県指定史跡）
- 大友宗麟公像
- 聖フランシスコ・ザビエル像
- 若草公園
- ふないアクアパーク
- ジャングル公園
- 遊歩公園
- 祝祭の広場
- 大深度地熱温泉（駅周辺の温泉の総称）
- 大分短期大学
- 大分東明高等学校・向陽中学校
- 大分中央郵便局
- 九州電力大分支店営業所
- NTT西日本大分営業所
- ドコモ九州大分ビル
- 大分銀行本店
- 三井住友銀行大分支店
- みずほ銀行大分支店
- 三井住友信託銀行大分支店
- 商工中金大分支店
- 伊予銀行大分支店
- 愛媛銀行大分支店
- 西日本シティ銀行大分支店
- 福岡銀行大分支店
- 北九州銀行大分支店
- 宮崎銀行大分支店
- 肥後銀行大分支店
- 大分信用金庫府内町支店
- 大分みらい信用金庫大分支店
- 九州労働金庫大分支店
- 大分県信用組合大分駅前支店
- JRおおいたシティ
- アミュプラザおおいた
- 豊後にわさき市場
- トキハ本店、トキハ会館
- セントポルタビル（トキハインダストリー若草公園店等）[注 4]
- 大分オーパ[注 5]
- セントポルタ中央町
- ガレリア竹町
- 府内五番街商店街
- サンサン通り
- ポルトソール商店街
- 大分市若草通り商店街
- 大分銀行赤レンガ館
- ドーミーイン大分
- 東横INN大分駅前
- ホテルルートイン大分駅前
- 大分センチュリーホテル
- ダイワロイネットホテル大分
- ホテルマイステイズ大分
- アートホテル大分
- ホテル法華クラブ大分
- ホテル日航大分 オアシスタワー（OASISひろば21内）
- 国道10号（産業通り）
- 国道197号（昭和通り）
- 中央通り
- 大分バス本社
- ドン・キホーテ D Plaza大分店

### 上野の森口
- ホルトホール大分
- 大分市美術館
- 大分大道郵便局
- 大分駅内郵便局
- 上野丘子どものもり公園
- 上野ヶ丘墓地公園
- 楊志館高等学校
- 府内高等学校（通信制）
- 大分県立芸術文化短期大学
- 大分県立芸術緑丘高等学校
- 大分市立上野ヶ丘中学校
- 大分市立大道小学校
- 大分市立大道幼稚園
- 学校法人大原学園大分校
- 大分県立聾学校
- 大分信用金庫本店
- 大分銀行宗麟館（ソーリン支店）
- 朝銀西信用組合大分支店
- 豊後にわさき市場
- KCA・アクロスプラザ大分駅南
- マルショク東大道店
- マルミヤストア金池南店
- サンライフMelon店
- スーパーセンタートライアル大道店
- レンブラントホテル大分
- 国道210号

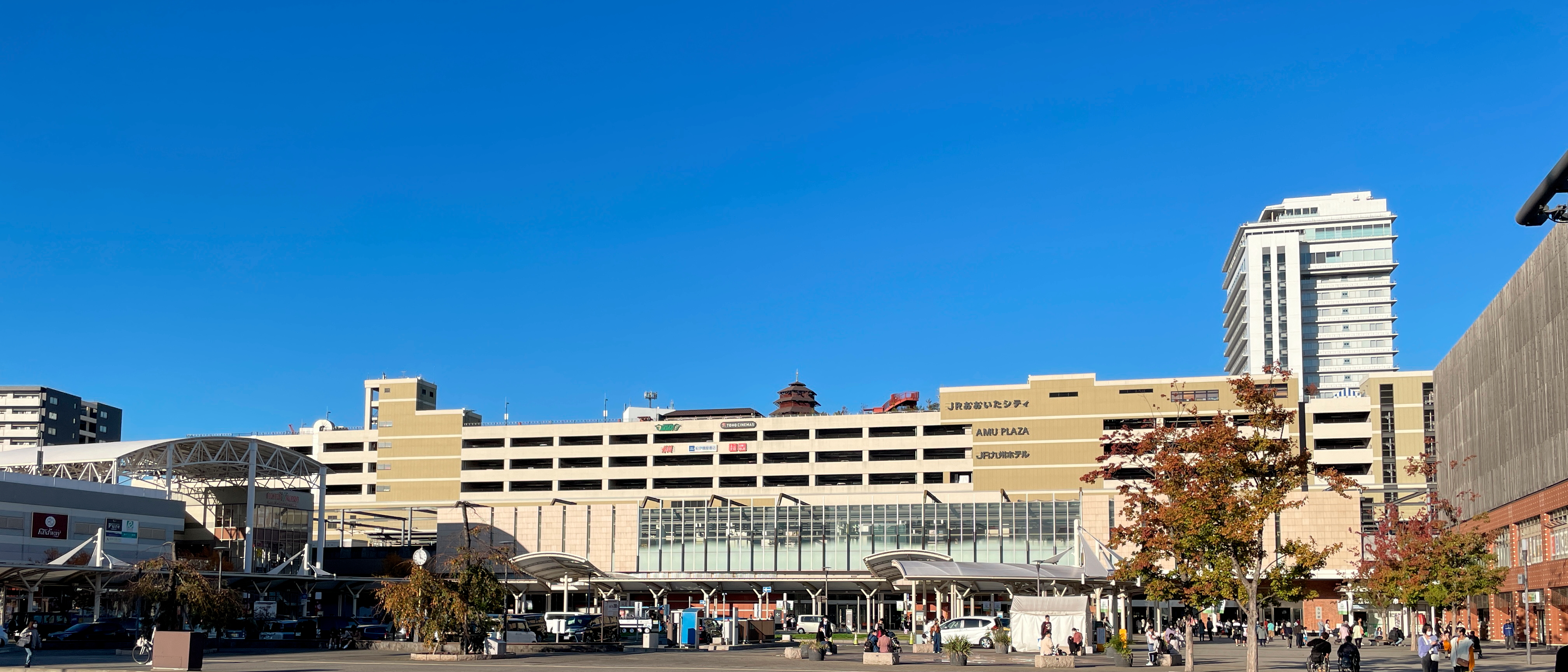
上野の森口全景（2022年10月）

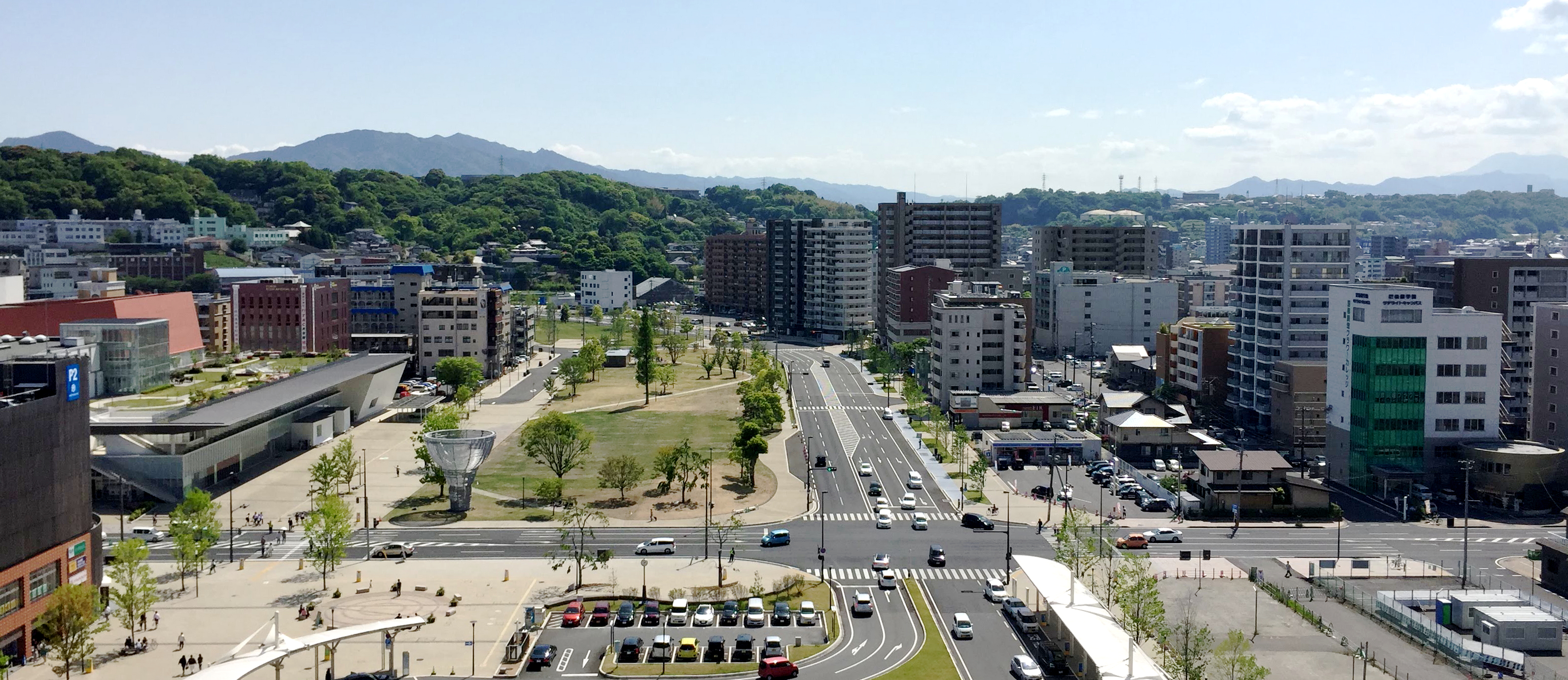
上野の森口広場（2015年5月）

- 大分中央幹線道路（都市計画道路庄の原佐野線）
- 都市計画道路大分駅上野丘線（シンボルロード、大分いこいの道）
- 大分市道大道金池線

## バス路線
大分駅を経由するバスは原則府内中央口側に発着するが、市街地循環バスである大分きゃんバスのみ、府内中央口側に加えて上野の森口も経由する。
高架化前の府内中央口側には、駅前広場東側に大分交通、駅前広場西側の大分駅前商店街沿い及び広場外の国道10号沿いの2ヶ所に大分バスののりばがあった。大分バスの路線は、中央通りを進んだ先の大分バス本社前停留所のみに停車して大分駅前を経由しないものや、駅前広場外ののりばのみに停車するものが多かった。
駅前広場のロータリーの整備に伴い、2014年3月3日に大分駅前のバスのりばが変更され、広場の東西や広場外に分かれていたのりばがロータリー西側に集約された。さらに同年4月1日からは、大分バスの駅前を経由していなかった路線も新たにロータリーへの乗り入れを開始し、大分市街地を起点とするほとんどの路線にロータリーから乗車できるようになった。
県外への高速・特急バスはロータリーには乗り入れず、トキハ本店前にある待合室や切符売り場を備えた「大分（トキハ前）」停留所が長年にわたり大分駅最寄りの高速バス停留所として機能しているが、2015年4月1日に駅ビル東側の貸切バス駐車場が供用開始された際、同所に「要町」停留所が新設され、一部の県外高速・特急バスが停車するようになった。

### 一般路線バス
- 大分交通 1、2、7番のりば - 1番のりばは大分空港行きのエアライナー専用。7番のりばには一般路線バスの他に定期観光バスも停車する[94]。
  - 国東観光バス - 大分交通の子会社。杵築BC～大分駅前線を1日1往復運行（めじろんnimocaなどIC乗車券の使用不可）。
- 大分バス 3-6番のりば
- 竹田市コミュニティバス - 直入支所 - 長湯温泉 - 久住方面（1日2往復のみ）
- 大分きゃんバス - 市街地を循環するワンコインバス。大分交通及び大分バスが運行していた[91]。2025年4月1日改正で上野の森口のみを経由するルートとなった
- 大分バス 実証実験路線 - 大分～佐伯線（高速経由）、大分～湯布院線（2019年4月1日 - 2019年9月30日）

大分交通と大分バスが主体である。2014年3月15日までは、別府市を中心に路線を展開する亀の井バスのアフリカンサファリ線（1往復のみ）も発着していたが、翌16日のダイヤ改正によって別府駅西口止まりとなり、同社の大分駅前を経由する一般路線はなくなった（高速バスは存続）。

### 県外高速・特急バス
- SORIN号 - 三宮・大阪（大阪駅・近鉄なんば駅・あべの橋）・京都行
- とよのくに号 - 福岡（西鉄天神高速バスターミナル・博多バスターミナル）行
- サンライト号 - 長崎行
- やまびこ号 - 熊本（阿蘇くまもと空港・桜町BT・熊本駅前）行
- 福岡空港・HEARTSバスステーション博多（日清観光）

大分駅周辺の高速バス乗り場は、中央通り沿いに約300m北のトキハ大分店前にある「大分（トキハ前）」停留所と、駅ビル東側の「要町」停留所の2か所がある。上記のうちSORIN号・サンライト号は大分（トキハ前）のみ、日清観光便は要町のみ停車し、とよのくに号・やまびこ号は大分（トキハ前）と要町の双方に停車する。

## 備考
- キヨスク、駅コンコースの店舗（一部除く）で、SUGOCAやそれと相互利用できるIC乗車券の電子マネーが利用可能である。
- 東京オリンピックの金メダリストの功績を称える「ゴールドポスト」2基が、府内中央口前（第39号）と駅内郵便局前（第40号）に設置されている（ゴールドポストプロジェクト[97]）。

## 隣の駅
九州旅客鉄道（JR九州）
■日豊本線
- 特急「ソニック」「にちりん」「にちりんシーガイア」停車駅
- 臨時特急「36ぷらす3」土曜ルート停車駅（降車のみ）、日曜ルート始発駅

西大分駅 - 大分駅 -（下郡信号場）- 牧駅
■久大本線
- 特急「ゆふ」「ゆふいんの森」停車駅

古国府駅 - 大分駅
■豊肥本線
- 特急「九州横断特急」停車駅

大分駅 -（下郡信号場）- 滝尾駅